# タックルながい。
タックルながい。（1973年〈昭和48年〉10月16日 - ）は、日本のお笑いタレント。よしもとクリエイティブ・エージェンシー所属。本名は、長位 章充（ながい あきよし）。
吉本新喜劇の座員。兵庫県西宮市出身。AB型。

## 来歴・人物
- 2001年4月に吉本興業に入社。なんばグランド花月の進行役を経て、2003年に吉本新喜劇に入団。かつては”タックル長位"名義で出演していた。
- ラグビーが得意であり、兵庫県の名門校である報徳学園高等学校時代には花園に出場経験を持ち、その後法政大学やホンダヒート(現・三重ホンダヒート)でも活躍した実力者である。また、年一回で「ラグビー新喜劇」を開催している。
- すっちーとの共演時は、すっちーからあばれる君に似ているとイジられるのがお約束となっている。
- 月亭方正（山崎邦正）とは幼なじみである[要出典]。

## キャラクターとギャグ
- 風貌が島木譲二に似ているということで間寛平の助言でギャグ・島木が着ていた衣装を受け継いだ[1]。島木のギャグをやる際には作中では「島木小譲二（しまきこじょうじ）」を名乗る。

## 出演
- クイズ!紳助くん（朝日放送）
- よしもと新喜劇（毎日放送）